# Stan podstawowy
Stan podstawowy – stan układu kwantowego charakteryzujący się najmniejszą energią.

## Stany własne dowolnego operatora
W ramach mechaniki kwantowej opartej na równaniu Schrödingera stan układu kwantowego jest traktowany jako wektor w przestrzeni Hilberta. Wartości, jakie można otrzymać z pomiaru danej wielkości fizycznej (np. energii, pędu, położenia, spinu układu) są wartościami własnymi operatora hermitowskiego. Postać tego operatora, odpowiadającą danemu pomiarowi, znajduje się zgodnie z tzw. zasadą kwantowania. Znalezienie wartości własnych operatora dla konkretnego układu wymaga rozwiązania równania na wartości własne tego operatora, zapisanego w bazie wektorów przestrzeni Hilberta tego układu.

## Stany własne operatora Hamiltona
W szczególności, jeżeli układ kwantowy jest izolowany od otoczenia lub podlega działaniu sił potencjalnych, wtedy energia potencjalna układu {\displaystyle V=V(r)} nie zależy jawnie od czasu i zagadnienie znalezienia dozwolonych stanów energii sprowadza się do znalezienia rozwiązań równania własnego operatora Hamiltona {\displaystyle {\hat {H}}}:
{\displaystyle {\hat {H}}\Psi _{E}=E\Psi _{E}.}
Równanie to jest tzw. równaniem Schrödingera niezależnym od czasu. Stany {\displaystyle \Psi _{E},} zwane stanami własnymi operatora Hamiltona, które otrzymuje się z tego równania, są stanami stanami stacjonarnymi: odpowiadający im rozkład prawdopodobieństwa nie zmienia się z upływem czasu, a energia ma stałą wartość.
Jednakże rzeczywiste układy kwantowe nigdy nie są idealnie izolowane od otoczenia. Wręcz przeciwnie, na skutek oddziaływania z innymi układami otoczenia tracą swoją energię i przechodzą do stanu podstawowego. Jednak mechanika kwantowa oparta na równaniu Schrödingera nie potrafi opisać tego w sposób ścisły.
Opis zjawiska emisja energii w sposób ścisły jest możliwy dopiero w ramach elektrodynamiki kwantowej (która opisuje je jako zjawisko kreacji i anihilacji cząstek). Według elektrodynamiki kwantowej każdy układ kwantowy, nawet izolowany od innych układów, oddziałuje z próżnią. Na skutek tego przechodzi on ze stanu wzbudzonego do niższych stanów energii, przy czym prawdopodobieństwo przejścia dane jest zależnością czasową:
{\displaystyle P(t)=P_{0}\exp(-\Gamma t),}
gdzie:
{\displaystyle P(t)} – prawdopodobieństwo, że stan wzbudzony jest obsadzony w chwili {\displaystyle t,}
{\displaystyle P_{0}} – prawdopodobieństwo, że stan wzbudzony był obsadzony w chwili początkowej {\displaystyle t=0,}
{\displaystyle \Gamma } – pewna stała związana z siłą oddziaływania układu z otoczeniem.
W przypadku stanu podstawowego {\displaystyle \Gamma } wynosi 0.